# Javnik
Javnik je naselje v Občini Podvelka.